# جزيرة سيرام

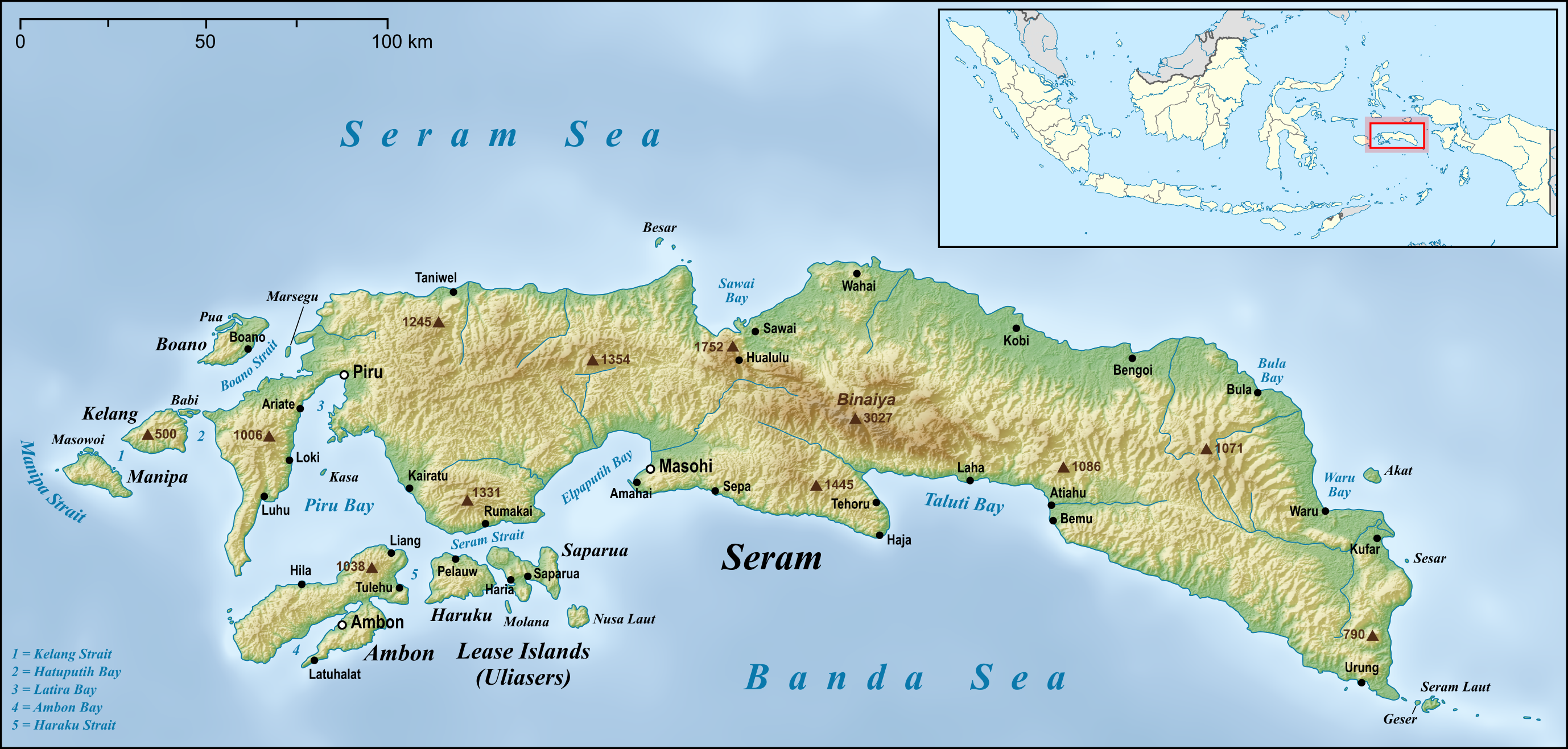
خريطة جزيرة سيرام

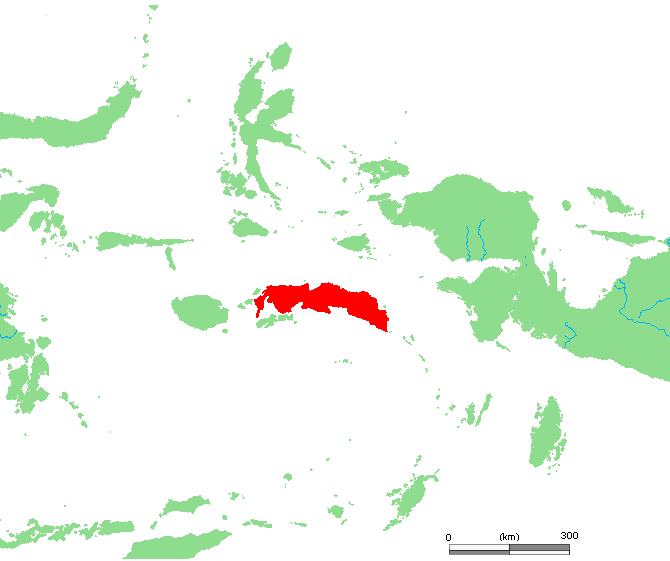
موقع جزيرة سيرام ضمن جزر الملوك

سيرام هي ثاني أكبر جزيرة في جزر الملوك في أرخبيل الملايو، حيث تبلغ مساحتها 17100 كم²، وبذا يكون تسلسلها الثاني والخمسون بين جزر العالم من حيث المساحة.
الجزيرة تتبع مقاطعة مالوكو في إندونيسيا.

## الجغرافية
تتميز جزيرة سيرام بالغابات المطيرة الكثيفة وسلسلة الجبال في وسط الجزيرة، أعلى قمة فيها هي قمة جبل بينايا ويبلغ ارتفاعها 3027 مترا.

## السكان
يبلغ عدد السكان 218993 نسمة حسب إحصاء عام 2003.
تنتشر الديانات الإحيائية في جزيرة سيرام خصوصا بين السكان الأصليين من قبائل ألفور (أو نواولو). ومع ذلك، فإن معظم سكان سيرام اليوم هم مسلمين أو مسيحيين بسبب الهجرة. وقد تأثرت سيرام بالنزاعات الطائفية العنيفة بين الأديان التي اجتاحت مقاطعة مالوكو التي بدأت أواخر عام 1998، مما أسفر عن عشرات الآلاف من المشردين في جميع أنحاء المقاطعة، ولكنها خمدت بعد اتفاق إتفاقية مالينو الثانية عام 2002. وقد حلَّ السلام في سيرام السلمية ولكنها بقيت مقسمة بشكل غير رسمي في بلدات مثل ماسوهي في قسمين مسيحي ومسلم.
يوجد حوالي 7000 شخص من أتباع الديانة الهندوسية ينتمون إلى قبيلة مانوسيلا.